# La negra Tomasa
La negra Tomasa (Bilongo) es un EP de la banda de rock alternativo Caifanes que fue publicado el 4 de diciembre de 1988. Contiene tres versiones de la canción cubana del compositor Guillermo Rodríguez Fiffe y el tema Perdí Mi Ojo De Venado

## «La Negra Tomasa» y Caifanes
En el EP se pueden encontrar tres versiones de «La Negra Tomasa», un cover del tema escrito y popularizado por el músico cubano Guillermo Rodríguez Fiffe, además de un tema adicional: «Perdí mi ojo de venado». 
El EP fue editado en diciembre de 1988, para fines de 1989 logró acumular más de 600 000 copias vendidas
El grupo acostumbraba cerrar sus presentaciones con este tema, como una muestra de diversión. A la gente le agradaba y a la vez le desconcertaba que un grupo con una imagen gótica y británica tuviera el atrevimiento de tocar una melodía de ese tipo, una cumbia. A su vez, el grupo buscaba demostrar a su público raíces. Al mismo tiempo, consolidar una estética y sonidos cada vez más urbanos con ese ligero toque de arrabal (recordemos que tanto Sabo Romo como Saúl Hernández provienen de colonias "populares").[cita requerida] A su audiencia le comenzó a gustar el tema y la compañía le pidió al grupo grabar un maxi-single, a la par de realizar la promoción del llamado Volumen 1. [cita requerida]
Considerada como un error, y para muchos[¿quién?] una equivocación, la canción logró darles una enorme proyección, llegándose a editar en España. El revuelo que provocó tal pieza musical les costó el rechazo de muchos así como la aclamación de otros;[¿quién?] en el medio roquero nacional se les tachó de "vendidos" y demás adjetivos. La compañía discográfica les propuso la realización de un disco con ocho temas al estilo de "la Negra", más a raíz de esto, Saúl Hernández compuso «La célula que explota», y después la grabación de El Diablito como un modo de desprenderse de la imagen Banshee del grupo y del sonido de «La Negra Tomasa».[cita requerida]
«La Negra Tomasa» se colocó en la posición 7 de Las 100 Grandiosas Canciones de los 80's en Español de la cadena de videos VH1.

## Lista de temas
| N.º | Título                                         | Duración |  |
| 1.  | «La negra Tomasa [Bilongo] (versión Radio)»    | 3:22     |  |
| 2.  | «La negra Tomasa [Bilongo] (versión Tropical)» | 7:55     |  |
| 3.  | «Perdí mi ojo de venado»                       | 4:33     |  |
| 4.  | «La negra Tomasa [Bilongo] (versión Bailable)» | 7:34     |  |

## Créditos
Caifanes
- Saúl Hernández - Guitarra y voz principal
- Diego Herrera - Teclados, saxofón
- Sabo Romo - Bajo
- Alfonso André - Batería

Músicos invitados
- Armando Espinoza - Percusiones
- Germán Herrera - "Chevere"

Ficha técnica
- Productor: Oscar López
- Ingeniero de Grabación y Mezcla: Juan Manuel Aceves
- Mezcla: Cachorro López y Caifanes
- Estudio: PolyGram (México, Ciudad de México)